# لا دفانس

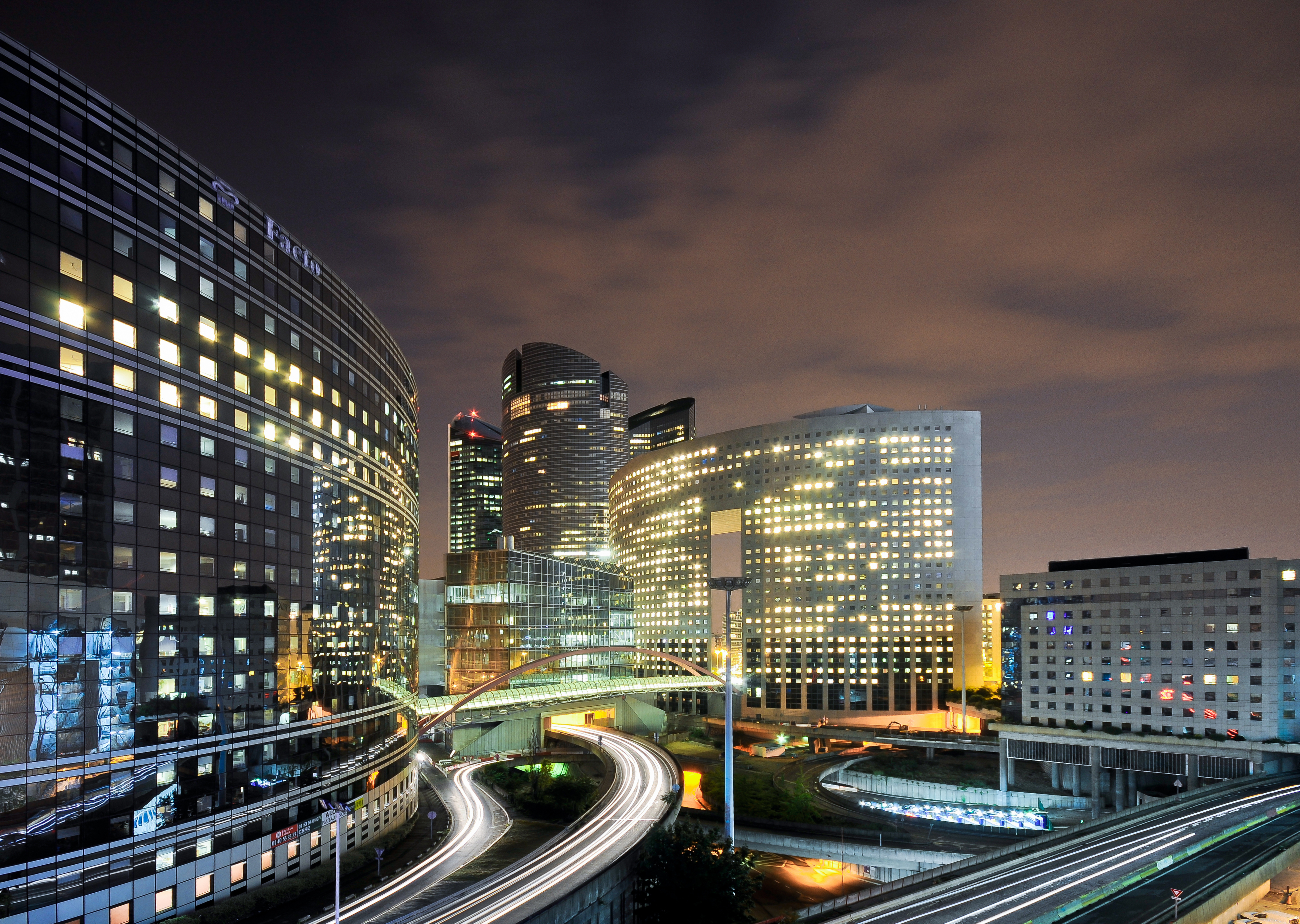
لا دفانس

لا دِفانس (به فرانسوی: La Défense) حومه مهم شهر پاریس است. این منطقه یکی از بزرگترین و مهمترین مراکز اقتصادی تجاری اروپا محسوب می‌شود. منطقه دفانس در حاشیه غربی شهر پاریس واقع شده و در امتداد محور خیابان شانز الیزه قرار دارد. این منطقه میزبان بسیاری از دفاتر و شرکت‌های بزرگ و رده اول جهان است. این منطقه در سال ۱۹۵۸ توسط دولت فرانسه بدین منظور ساخته شد. در مجموع حدود ۳٫۵ میلیون متر مربع فضای اداری در این منطقه قرار دارد که تشکیل دهنده بزرگترین منطقه تجاری و اقتصادی اروپا است.
طاق بزرگ که میزبان وزارت حمل و نقل فرانسه است نیز در این محل قرار دارد.

## نام محله
لادفانس نام خود را از نام مجسمه لادفانس دو پاریس که به افتخار سربازانی که در طی  جنگ  فرانسه و پروس از شهر دفاع کردند به عاریت گرفته‌است. 